# 1970년 니더작센 주의회 선거
1970년 니더작센 주의회 선거는 니더작센 주의회 의원을 선출하기 위해 1970년 6월 14일 열렸다. 1969년 빌리 브란트 내각이 수립된 후 열린 첫 지방선거로, 사민당은 기민련을 0.5%p차로 따돌리고 가까스로 주정부를 지켰다. 선거 후 브란트 내각의 불안정성이 심화됐다.

## 선거 과정
본래 주의회 선거는 1971년에 열리기로 예정되어 있었다. 그러나 1967년 선거 후 구성된 독일 사회민주당과 독일 기독교민주연합 간의 대연정 내각은 두 당의 끊임없는 갈등으로 계속되기 어려웠다. 결국, 두 당은 니더작센 주에선 처음인 조기 선거를 열기로 합의했다. 선거는 빌리 브란트 내각의 동방 정책에 대한 찬반 대결 양상을 띠었다. 기민련 주 총리 후보였던 빌프리트 하슬만은 연방 정부를 바꾸기 위해 니더작센 주정부부터 바꿔야 한다고 주장했다. 선거일 전에 《빌트》는 에곤 바르와 안드레이 그로미코 간에 맺은 '독·소 불가침 조약'의 초안을 공개하면서 브란트 내각이 동독 정권을 사실상 인정한다는 내용이 포함됐다고 보도했다. 이는 브란트 내각에 대한 서독 내 보수층의 반발을 불렀다.

## 선거 결과
독일 사회민주당과 독일 기독교민주연합은 모두 득표율을 올렸다. 반대로 자유민주당과 독일 국민민주당은 득표율이 5% 아래로 떨어져 의회 재진출에 실패했다. 따라서 의회 내에 사민당과 기민련 밖에 존재하지 않게 되었다. 사민당은 기민련과 표 차이가 단 0.5%p 밖에 나지 않았지만 단독 정부를 구성할 수 있게 되었다. 같은 날 치러진 노르트라인베스트팔렌 주의회 선거와 자를란트 주의회 선거 모두 기민련이 약진하고 자민당이 부진하면서 브란트 내각의 불안정성이 심화되었다.
| 정당     | 정당                | 득표      | 득표  | 의석   | 의석     | 의석 | 의석 |
| 정당     | 정당                | #         | %     | 지역구 | 비례대표 | 합계 | ±    |
| -------- | ------------------- | --------- | ----- | ------ | -------- | ---- | ---- |
|          | 독일 사회민주당     | 1,792,943 | 46.26 | 55     | 20       | 75   | 9    |
|          | 독일 기독교민주연합 | 1,771,698 | 45.71 | 40     | 34       | 74   | 11   |
|          |                     |           |       |        |          |      |      |
|          | 자유민주당          | 169,457   | 4.37  | -      | -        | -    | 10   |
|          | 독일 국민민주당     | 124,675   | 3.22  | -      | -        | -    | 10   |
|          | 독일 공산당         | 15,076    | 0.39  | -      | -        | -    | 보합 |
|          | 유럽당              | 1,256     | 0.03  | -      | -        | -    | 보합 |
|          | 니더작센당          | 671       | 0.02  | -      | -        | -    | 보합 |
|          | 무소속              | 52        | 0.00  | -      | -        | -    | 보합 |
| 유효표   | 유효표              | 3,875,828 | 99.33 | 95     | 54       | 149  | 보합 |
| 무효표   | 무효표              | 26,175    | 0.67  |        |          |      |      |
| 투표자수 | 투표자수            | 3,902,003 | 76.73 |        |          |      |      |
| 유권자수 | 유권자수            | 5,085,443 | -     |        |          |      |      |